# Flavio Paoletti
Flavio Paoletti, né le 16 janvier 2003 à San Benedetto del Tronto en Italie, est un footballeur italien, qui joue au poste de milieu défensif au Mantoue 1911.

## Biographie

### En club
Né à San Benedetto del Tronto en Italie, Flavio Paoletti grandit à Colli del Tronto et supporte depuis sa jeunesse l'AS Sambenedettese. Il commence le football dans le club local de Atletico Azzurra Colli avant d'être formé par la Sampdoria de Gênes. Le 21 septembre 2022, il signe son premier contrat professionnel avec la Sampdoria, le liant au club jusqu'en juin 2024.
Paoletti joue son premier match en professionnel le 8 janvier 2023, lors d'une rencontre de championnat face au SSC Naples. Il entre en jeu à la place de Ronaldo Vieira mais ne peut toutefois pas empêcher la défaite de son équipe par deux buts à zéro,.
Le 29 août 2023, Flavio Paoletti rejoint la Turquie afin de s'engager en faveur du Fatih Karagümrük SK. Il signe un contrat de trois ans, soit jusqu'en juin 2026.
Paoletti marque son premier but pour le Fatih Karagümrük lors d'une rencontre de coupe de Turquie face à Samsunspor le 6 février 2024. Titulaire, il donne la victoire à son équipe en fin de match sur un service de Valentin Eysseric (2-1 score final).

### En sélection
Flavio Paoletti représente l'équipe d'Italie des moins de 17 ans, pour un total de deux matchs joués, tous les deux en 2019,.
Le 17 mars 2023, il est convoqué pour la première fois avec l'équipe d'Italie des moins de 20 ans par le sélectionneur Carmine Nunziata.